# RoboHelp
Adobe RoboHelp – narzędzie do tworzenia systemów pomocy i baz wiedzy, opracowane przez eHelp Corporation i przejęte przez Macromedia, obecnie tworzone przez firmę Adobe Systems.